# Beemer-Langer-Syndrom
Das Beemer-Langer-Syndrom oder Kurzrippen-Polydaktylie-Syndrom Typ 4 ist eine besondere Form der angeborenen vererbbaren Osteochondrodysplasien mit letalem Verlauf und gehört zu den Kurzripp-Polydaktylie-Syndromen, charakterisiert durch kurze Rippen und eine unterentwickelte Lunge.
Synonyme sind: Kurzrippen-Polydaktylie-Syndrom Typ Beemer; Beemer-Syndrom; englisch Short-rip Thoracic Dysplasia 12; SRTD12; Short rib-Polydactyly Syndrome, Type IV; SRPS4; SRPS IV
Die Erstbeschreibung erfolgte 1983 durch den holländischen Genetiker Fredericus Antonius Beemer und den US-amerikanischen Radiologen Leonard O. Langer.

## Verbreitung
Die Häufigkeit dieser Krankheitsgruppe ist nicht bekannt, die Vererbung erfolgt autosomal-rezessiv.

## Klinische Erscheinungen
Gemeinsame Merkmale aller Kurzripp-Polydaktylie-Syndrome sind:
- Kurze Rippen mit Thorax – Hypoplasie, Lungenhypoplasie und Ateminsuffizienz
- Verkürzung und Dysplasie von Röhrenknochen.

Bei diesem Typ finden sich nur gelegentlich eine Polydaktylie, assoziiert sind Lippenspalte, Herzfehler wie DORV, Malrotation, Mikropenis, Nierenhypoplasie.
Hinzu können Brachydaktylie, Ohrenfehlbildungen, Omphalozele kommen.

## Diagnose
Im Röntgenbild finden sich Veränderungen ähnlich wie beim Majewski-Syndrom, jedoch ist die Tibia besser ausgebildet.
Zur Abgrenzung liegt keine Hexadaktylie vor, insgesamt eine sehr seltene Form.
Eine Diagnose mittels Sonographie im Mutterleib ist möglich.